# 中兴乡
中兴乡，是中华人民共和国黑龙江省齐齐哈尔市甘南县下辖的一个乡镇级行政单位。

## 行政区划
中兴乡下辖以下地区：
繁荣村、前进村、中四村、保安村、太平村、兴胜村、同利村、核心村、兴久村、建设村和绿化村。